# Liublînka, Henicesk
Liublînka (în ucraineană Люблинка) este un sat în comuna Novodmîtrivka din raionul Henicesk, regiunea Herson, Ucraina.

## Demografie
Componența lingvistică a localității Liublînka
     Ucraineană (63,11%)
     Rusă (3,88%)
Conform recensământului din 2001, majoritatea populației localității Liublînka era vorbitoare de ucraineană (63,11%), existând în minoritate și vorbitori de rusă (3,88%).